# 魔蝎大帝
《魔蠍大帝》（英語：The Scorpion King）是2002年美國上映的魔幻冒險動作片。由查克·拉塞尔執導，演員包括了狄維·莊遜、胡凱莉、葛蘭·海斯洛夫及米高·克拉克·鄧肯。那是1999年美國冒險電影《盜墓迷城》系列的外傳，並推出《蠍子王》的系列。電影講述《盜墓迷城2》中蠍子王馬菲尤斯的傳奇故事。此電影標誌著狄維·莊遜的第一個主角角色。
《蠍子王》故事的時間點發生早於《盜墓迷城》與《盜墓迷城2》的5,000年前，這揭示了阿卡德人馬菲尤斯（Mathayus）的起源，與他如何成為傳奇英雄「蠍子王」的故事。其名字源於奈加代三期文化歷史中的帝王—蠍子王二世。電影於2002年4月17日上映。

## 劇情
5,000年前，在古埃及還未出現金字塔之前，有一群來自東方的戰士—在殘酷的曼農帶領下，根據他們的法律，他們是國王最偉大的戰士，入侵並征服當地的所有部落。他的許多勝利來自一位預測戰役結果的巫師的幫助，而只有少數自由部落反對他。 
馬菲尤斯與他的同父異母的兄弟傑什和他們的朋友拉瑪，僅存三個真正的阿卡德人被自由部落的國王選中作為刺客，殺死了曼農的巫師，酬勞為其僅存的二十顆紅寶石。
虎背熊腰、作战勇猛、有勇有谋的馬菲尤斯在明察暗访下，得知曼農百战百胜的原因就是有女巫师卡珊德拉的协助，他能用七彩石預见未来和在地图上看到行军佈兵。馬菲尤斯起初决定杀掉卡珊德拉，当察知卡珊德拉是被曼農胁迫时，最终没有下手。但是刺杀任务也失败了。馬菲尤斯跑到荒漠中，遇到了盗马贼阿皮德，两人在生死关头结下友谊。在阿皮德的协助下，两人再度前往曼農的城堡，经历千辛万苦，最终杀掉曼農。

## 演員
- 狄維·莊遜 飾 馬菲尤斯，最後的阿卡德人。
- 胡凱莉 飾 卡桑德拉，女巫師。
- 斯蒂芬·布蘭德 飾 曼農。
- 米高·克拉克·鄧肯 飾 巴煞。
- 伯納·希爾 飾 費羅斯，科學家，研究火藥。